# دراسات شرقية

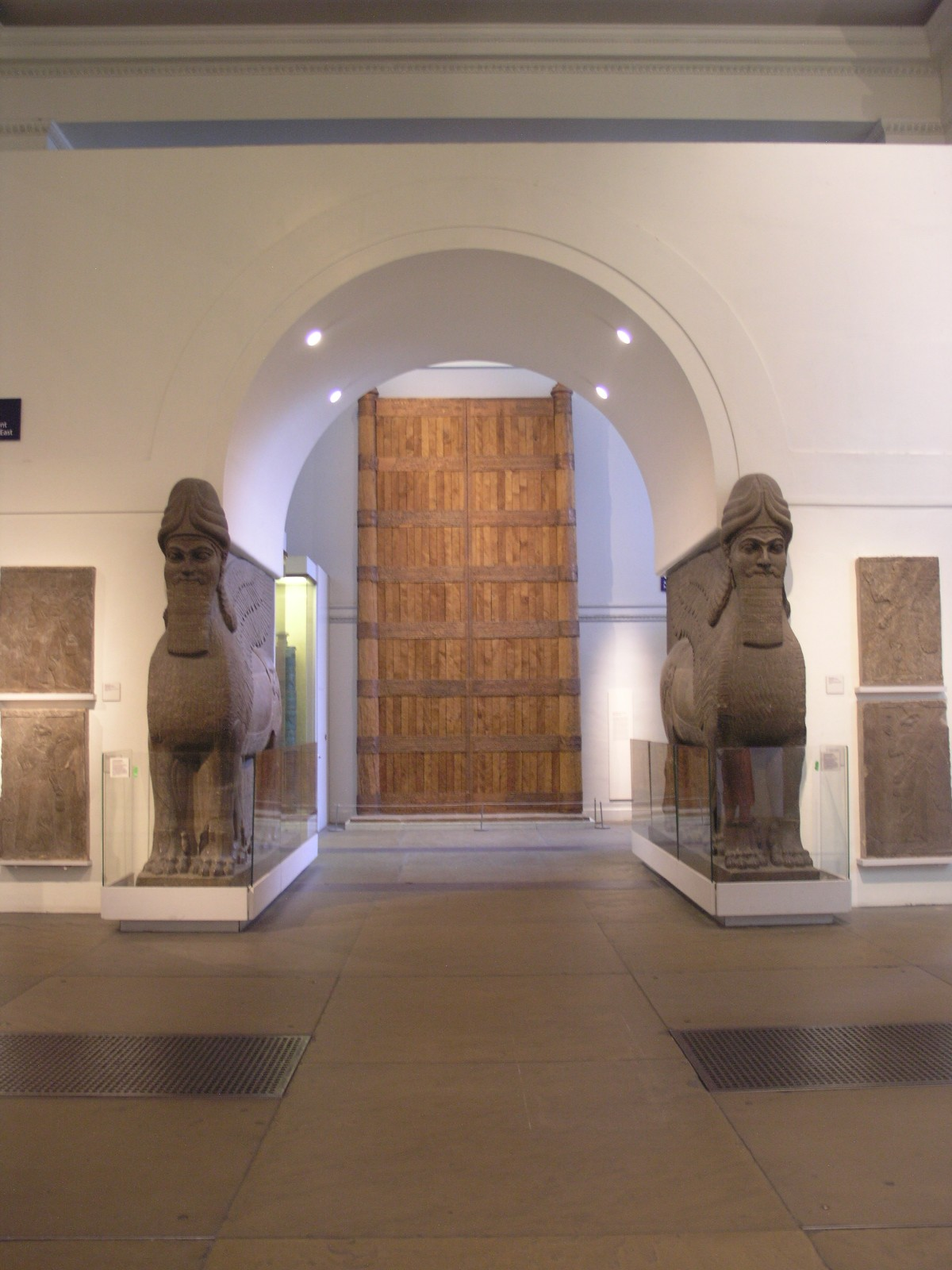
آثار آشورية قديمة في المتحف البريطاني. في القرن التاسع عشر الميلادي وضع آثار رائعة جذب اهتمام الناس وخاصة المهتمين بالدراسات الشرقية.

الدراسات الشرقية  هو الفرع الأكاديمي الذي يهتم بدراسة مجتمعات وثقافة ولغات وشعوب وتاريخ وآثار الشرق الاوسط والشرق الأقصى؛ في السنوات الأخيرة أصبح يقسم إلى دراسات آسيوية ودراسات شرق أوسطية.
تركز الدراسات الشرقية التقليدية في أوروبا بشكل عام على آداب وتعاليم الدراسات الإسلامية بينما دراسة الصين وخاصة الصين التقليدية غالبا ما يطلق عليها علم الصينيات ودراسة شرق آسيا خاصة في الولايات المتحدة غالبا ما يطلق عليه دراسات شرق آسيوية.